# Верхратський Іван Григорович

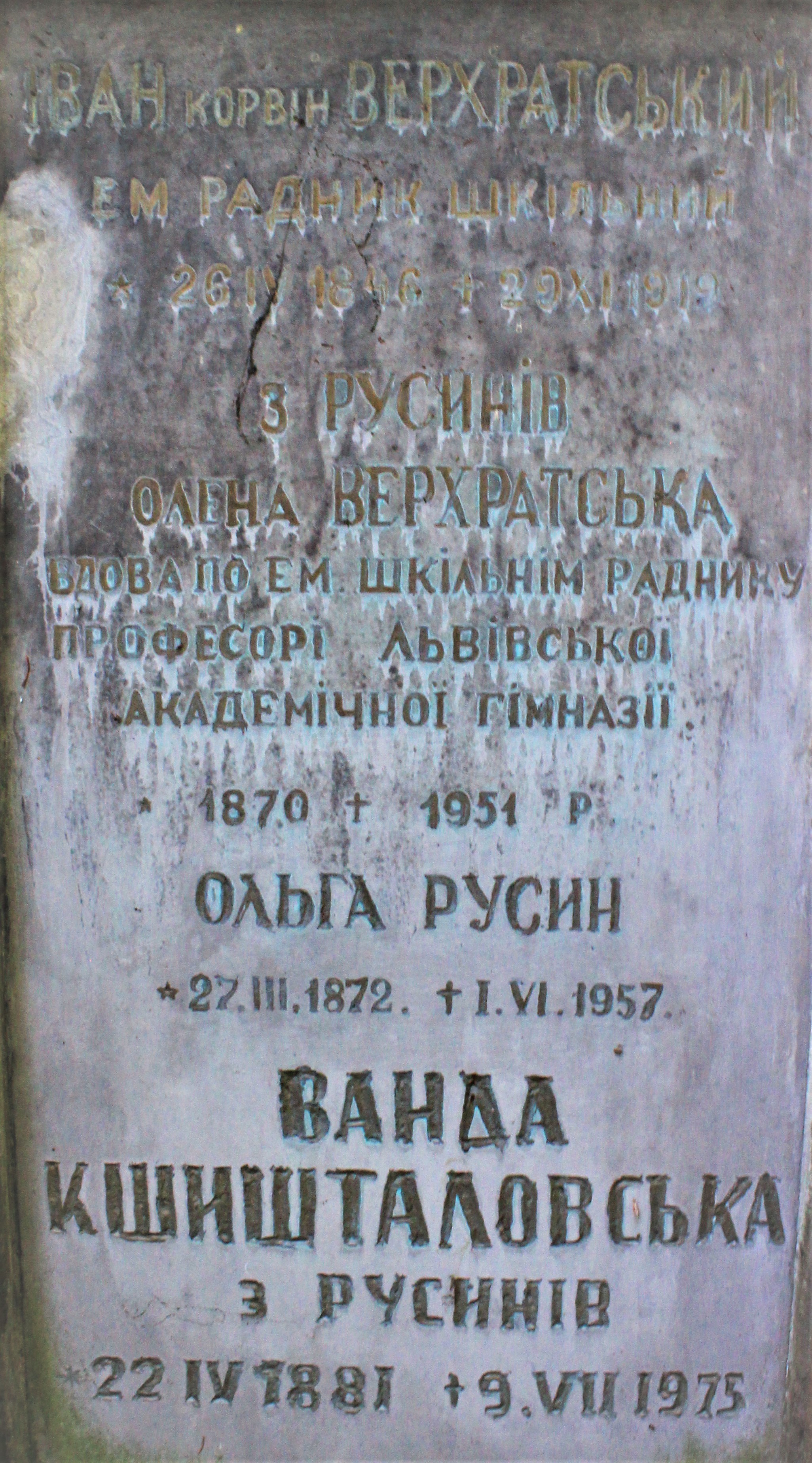
Таблиця з гробниці родини Верхратських.

Іва́н Григо́рович Верхра́тський (псевдоніми — Любарт Горовський, Любарт Співомир Лосун, Подоляк, Щипавка) (24 квітня 1846, с. Більче-Золоте, нині Чортківського району Тернопільської області — 29 листопада 1919, Львів) — український галицький натураліст, педагог, мовознавець, письменник, громадський діяч, дослідник мови та фольклору лемків. Автор приблизно 200 друкованих праць. Заклав підвалини української наукової термінології.

## Життєпис
Народився 24 квітня 1846 року в селі Більче (нині Більче-Золоте Чортківського району, Тернопільська область). У 1848 р. батько помер і мати залишилася з чотирма дітьми. Згодом вона переїхала до Львова, тут І. Верхратський вступив до звичайної школи, пізніше — до гімназії.
1868 року закінчив філософський. факультет Львівського університету і природничі курси в Кракові (1874).
У 1868 прибув зі Львова викладати українську та німецьку мови у Дрогобицькій державній гімназії імені Франца Йосифа I, де його учнем був, зокрема, Іван Франко. В тому ж році робив спробу організувати в Дрогобичі просвітянське Товариство відразу після створення «Просвіти» у Львові, але не зумів через надто сильну тоді москвофільську хвилю.
Іван Верхратський заохотив Івана Франка до себе, давав книги М. Драгоманова, П. Куліша, Т. Шевченка, твори інших українських письменників, організував у гімназії літературний гурток, до якого входили 12 учнів, у тому числі І. Франко. Про початок своєї літературної діяльності І. Франко розповів у листі до М. Драгоманова від 26 квітня 1890: 
| Почав я писати віршем і прозою дуже вчасно, ще в нижчій гімназії. Вплив на вироблення у мене літературного смаку мали два вчителі: Іван Верхратський і Юлій Турчинський, оба писателі і поети… |
Пізніше І. Верхратський також викладав природознавство в українських гімназіях Станиславова і Львова.
Наполегливо працював над дослідженням південно-західних українських говорів.
Велику увагу приділяв вивченню фольклору лемків Словаччини, де здійснив подорожі у 1897 і 1899 рр. Перша праця, присвячена фольклору лемків південних схилів Карпат, «Гоя дюндя і собітки на Угорській Русі» (1899), в якій подано опис основних календарних звичаїв разом з весняними піснями із сіл Вапеник, Петрине, Дрічно, Збійне. Обряд собіток записаний у с. Бодруджаль. Багатий матеріал, що охоплює 36 сіл Лабірщини, Бардіївщини та Спишу, подав у монографії «Знадоби до пізнання угорсько-руських говорів» (1901).
Мові лемків північних схилів Карпат присвятив монографію «Про говір галицьких лемків» (Львів, 1902), яка є найґрунтовнішою працею в цій ділянці, що не втратила наукової вартості. Книга складається зі вступу «Граматика», «Взірців бесіди галицьких лемків» (оповідання і приказки з різних сіл, загадки, приповідки, пісні), «Словаря».
Був дійсним членом Наукового товариства ім. Шевченка у Львові й першим головою його математично-природничо-медичної секції.
Основоположник української наукової термінології з природознавства.
У 1880 році видавав журнал «Денниця».
У 1905 році Іван Верхратський передав свою колекцію метеликів до музею Наукового товариства імені Шевченка у Львові, яка згодом потрапила у фонди Державного природознавчого музею (1940 р.). Колекція налічує понад п’ять тисяч комах, зібраних наприкінці XIX ст. — на початку XX ст. у різних місцевостях Галичини, Буковини, Закарпаття та за кордоном. З 1940 року колекція Верхратського — не експонувалася. Станом на 2023 рік, науковці Державного природознавчого музею НАН України, за підтримки Українського культурного фонду (в межах програми «Культурна спадщина»), розпочали реалізацію проєкту з відцифрування фондів музею — «Диджиталізація історичної колекції метеликів Івана Верхратського».
29 листопада 1919  року Іван Верхратський помер. Похований у родинній гробниці на 3 полі  Личаківського цвинтаря.

## Публікації
Верхратський заклав основи української науково-природничої термінології працею «Початки до уложення номенклатури й термінології природописної, народної (ориг. Початки до уложення номенклятури и терминологиі природописноі, народнёі)» (1864). Також він є автором підручників для гімназій з ботаніки, зоології й мінералогії. Перекладав з польської й російської мов. Верхратський є автором ряду наукових праць з української діалектології й лексикології:
- Іван Верхратський. Початки до уложення номенклятури и терминологиі природописноі, народнёі. — Львів: Печатня М. Ф. Поремби, 1864. — 18 с. — [Вип. 1] (pdf (archive.org))
- Іван Верхратський. Знадоби до словаря южноруского. Львів: печатня Товариства імені Шевченка, 1877. 88 с. (pdf (irbis-nbuv.gov), pdf (books.google.com))
- Іван Верхратський. Знадоби до пізнання угорсько-руских говорів (1899—1901) (pdf Т.1 (archive.org), pdf Т.2 (archive.org))
- Іван Верхратський. Про говір галицьких лемків (1902). (pdf Т.1 (archive.org), pdf Т.2 (archive.org), pdf Т.3 (archive.org), Т. 1-3 (elib.nlu.org.ua))
- Верхратський И. Г. Початки до уложення номенклятури и терминологиі природописноі, народнёі и замітка о волоськім-павуку — Львів. : Въ печатні М. Ф. Поремби. — 1864—1872 (вип. І–V).
- Верхратський І. Г. Нові знадоби номенклятури і термінольоґії природописної, народної, збирані між людьми. — Збірник математично-природописно-лікарської секції НТШ. — Львів. — 1908. — Т. 12. — С. 13–23.
- Верхратський І. Г. Зоольогія на низші кляси шкіл середних. — Львів: Печатня Наук. Т-ва ім. Шевченка під упр. К. Беднарського, 1895. — 156 с.
- Верхратський І. Говір батюків / написав Іван Верхратський. — У Львові: Накладом наук. т-ва ім. Шевченка, 1912. — 308 с. — (Збірник філологічної секції Наукового т-ва ім. Шевченка ; т. 15).